# U.S.D. Olginatese
Unione Sportiva Dilettantistica Olginatese là một câu lạc bộ bóng đá Ý nằm ở Olginate, Lombardy.

## Lịch sử
Công ty ban đầu được thành lập vào năm 1922 và trong năm năm chỉ thi đấu các giải đấu địa phương. Trong thời kỳ phát xít tham gia vào các giải vô địch khu vực và tỉnh khác nhau, để không hoạt động trong chiến tranh. Và sự phục hồi vào năm 1945 đã mài giũa FIGC. Sau hai năm ở Prima Divisione Lombardy, được thăng hạng lên Serie C, nơi nó chỉ trụ hạng trong mùa giải 1947-48.
Năm 1952, công ty từ bỏ và vẫn không hoạt động cho đến năm 1968, khi nó được tái lập thành những người tham gia vào các giải đấu trẻ. Năm 1972, thành lập một đội chơi ở Terza Categoria. Từ năm 1981, đội bắt đầu một sự gia tăng chậm nhưng đều đặn của các giải đấu nhỏ, cho đến khi nó giành được Eccellenza Lombardy Girone B vào năm 2001. Từ 2001-02, đội tham gia Serie D, để cải thiện vị trí tốt hơn khác nhau với vị trí xếp hạng trung bình: kết quả tốt nhất thu được cho đến nay là các trận play-off trong mùa giải 2004-05 và 2010-11.

## Màu sắc và huy hiệu
Màu sắc của nó là trắng và đen.